# Led Zeppelin North American Tour Summer 1969
Led Zeppelin North American Tour Summer 1969 – trzecia amerykańska trasa koncertowa Led Zeppelin, która odbyła się latem 1969 r. Trwała od 5 lipca do 31 sierpnia.

## Program koncertów
Podczas koncertów program ulegał zmianie. Typowa setlista wyglądała następująco:
1. "Train' Kept A Rollin'"
2. "I Can’t Quit You Baby"
3. "Dazed and Confused"
4. "White Summer"/"Black Mountain Side"
5. "You Shook Me"
6. "How Many More Times"
7. "Communication Breakdown"

Na drugim koncercie trasy do powyższej setlisty zespół dodał utwór "Long Tall Sally".

## Lista koncertów
- 5 lipca – Atlanta, Georgia, USA – Atlanta International Pop Festival
- 6 lipca – Newport, Rhode Island, USA – Newport Jazz Festival
- 11 lipca – Laurel, Maryland, USA – Laurel Pop Festival – Laurel Park Racecourse
- 12 lipca – Filadelfia, Pensylwania, USA – The Spectrum
- 13 lipca – Nowy Jork, Nowy Jork, USA – Singer Bowl (przez cały koncert zespół improwizował)
- 18 lipca – Chicago, Illinois, USA – Kinetic Playground
- 20 lipca – Cleveland, Ohio, USA – Musicarnival
- 21 lipca - Nowy Jork, Nowy Jork, USA – Schaefer Music Festival w Wollman Rink w Central Park
- 25 lipca – Milwaukee, Wisconsin, USA – Midwest Rock Festival w State Fair Park
- 26 lipca – Vancouver, Kolumbia Brytyjska, Kanada – PNE Agrodome
- 27 lipca – Woodinville, Waszyngton, USA – Seattle Pop Festival
- 29 lipca – Edmonton, Alberta, Kanada – Kinsmen Field House
- 30 lipca – Salt Lake City, Utah, USA – Terrace Ballroom
- 1 sierpnia – Santa Barbara, Kalifornia, USA – Fairgrounds Arena
- 2 sierpnia – Albuquerque, Nowy Meksyk, USA – Albuquerque Civic Auditorium
- 3 sierpnia – Houston, Teksas, USA – Houston Music Hall
- 4 sierpnia – Dallas, Teksas, USA – State Fair Coliseum
- 6 sierpnia – Sacramento, Kalifornia, USA – Memorial Auditorium
- 7 sierpnia – Berkeley, Kalifornia, USA – Berkeley Community Theatre
- 8 sierpnia – San Bernardino, Kalifornia, USA – Swing Auditorium
- 9 sierpnia – Anaheim, Kalifornia, USA – Anaheim Convention Center
- 10 sierpnia – San Diego, Kalifornia, USA – San Diego Sports Arena
- 14 sierpnia – San Antonio, Teksas, USA – City of San Antonio Municipal Auditorium
- 15 sierpnia - San Antonio, Teksas, USA – HemisFair Arena
- 16 sierpnia – Asbury Park, New Jersey, USA – Asbury Park Convention Hall
- 17 sierpnia – Wallingford, Connecticut, USA – Oakdale Musical Theater
- 18 sierpnia – Toronto, Ontario, Kanada – The Rockpile (2 koncerty)
- 20 sierpnia – Schenectady, Nowy Jork, USA – The Aerodrome
- 21 sierpnia – Framingham, Massachusetts, USA – Carousel Theater
- 22 i 23 sierpnia – Dania, Floryda, USA – Pirates World
- 24 sierpnia – Jacksonville, Floryda, USA – Jacksonville Veterans Memorial Coliseum
- 27 sierpnia – Hampton Beach, New Hampshire, USA – Hampton Beach Casino Ballroom
- 30 sierpnia - Nowy Jork, Nowy Jork, USA – Singer Bowl
- 31 sierpnia – Lewisville, Teksas, USA – Texas International Pop Festival